# Centrolene muelleri
Centrolene muelleri è un anfibio anuro appartenente alla famiglia Centrolenidae, endemico del Perù. Ne è stato identificato solamente un esemplare, in una zona di foresta montuosa subtropicale del Perù e non esistono dati sufficienti per valutare il suo stato di conservazione.